# Hickory Ridge
Hickory Ridge é uma cidade localizada no estado americano de Arkansas, no Condado de Cross.

## Demografia
Segundo o censo americano de 2000, a sua população era de 384 habitantes.
Em 2006, foi estimada uma população de 359, um decréscimo de 25 (-6.5%).

## Geografia
De acordo com o United States Census Bureau, a localidade tem uma área de 1,7 km², sem área coberta por água.

## Localidades na vizinhança
O diagrama seguinte representa as localidades num raio de 24 km ao redor de Hickory Ridge.